# 신장동 (오산시)
신장동(新場洞)은 경기도 오산시의 신장1동과 신장2동의 총칭이다.

## 개요
신장동은 인구 약 4만명 이상이 거주하며 면적 7.04km2의 절반 이상은 택지개발 중에 있어 향후 잠재력과 발전 가능성이 매우 높은 곳이다. 물향기 수목원과 생태하천인 오산천이 흐른다.
2024.01.01 신장동이 신장1동과 신장2동 분동되었다.

## 법정동
- 금암동(錦岩洞)
- 수청동(水淸洞)
- 은계동(銀溪洞)
- 내삼미동(內三美洞)
- 궐동(闕洞)

## 교육
- 수청초등학교
- 화성초등학교
- 금암초등학교
- 매홀초등학교
- 문시초등학교
- 대호중학교
- 세마고등학교

## 문화재
- 오산 금암리 지석묘군 - 경기도 기념물 제112호

## 교통
- 오산대역

## 아파트
| 단지명            | 건설사       | 시행사             | 주소                    | 입주       | 비고 |
| ----------------- | ------------ | ------------------ | ----------------------- | ---------- | ---- |
| 더샵 오산 센트럴  | 포스코건설   | ㈜하나자산신탁     | 내삼미로 65 (수청동)    | 2020년 7월 |      |
| 오산대역 세교자이 | ㈜지에스건설 | 세교에스피브이(유) | 삼미로 34 (내삼미동)    | 2018년 2월 |      |
| 호반써밋 오산대역 | 호반건설     | 호반건설           | 내삼미로 142 (내삼미동) | 2017년 2월 |      |
| 호반써밋 라테라스 | 호반건설     | ㈜호반호텔앤리조트 | 수청로 13 (내삼미동)    | 2023년 4월 |      |